# 中廣花蓮台
中國廣播公司花蓮廣播電台，簡稱中廣花蓮台，是中國廣播公司位於台灣花蓮縣花蓮市的一座廣播電台，前身為建於1944年的花蓮港放送局，而中廣花蓮台已於2017年遷出。

## 歷史
日治時期
1944年5月1日，台灣放送協會花蓮港放送局成立於美崙山南側腳下，為台灣放送協會最晚成立的放送局，對台灣島內以閩南語、客家語、福州話播出節目，對台灣島外以北京話、閩南語、粵語、英語、馬來語、暹邏語播出節目。
民國時期
1945年日本投降，花蓮港放送局被中廣接收，中廣花蓮台在此成立。2005年，財政部國家資產經營管理委員會黨產處理專案小組將原花蓮港放送局列為中國國民黨不當黨產，由交通部提告追討，並與中廣纏訟多年。一審、二審判決中廣勝訴。2015年，臺灣高等法院花蓮分院更三審判決交通部勝訴，中國國民黨主席朱立倫宣布國民黨放棄上訴，原花蓮港放送局回歸國有。2015年11月26日，花蓮縣政府公告，原花蓮港放送局登錄為花蓮縣歷史建築。2017年10月，中廣花蓮台遷往花蓮市富安路108號2樓（明星大樓）。2017年10月31日，中廣將原花蓮港放送局移交花蓮縣文化局。
原花蓮港放送局將活化再利用，並連結鄰近的松園別館。

## 特色
本建築歷經多次增改建與修繕，外牆材料與門窗材料及內部裝修雖與原物不同，但大體維持其外觀樣式。整體園區面積廣大，且有許多列管老樹。